# カルパナ・スワミナタン
カルパナ・スワミナタン（Kalpana Swaminathan、1956年 - ）は、インドの小説家、外科医。タミル系、女性。ムンバイ出身・在住。小説の創作に使用するのは英語。
小説家としては、一般の小説や推理小説、児童文学を執筆している。引退した元刑事の女性ラッリを探偵役に据えたラッリシリーズの第2長編『園丁の歌』（2007年）は現地でベストセラーになった。
カルピシュ・ラトナ（Kalpish Ratna）という筆名で、同じく外科医であるイシュラト・シード（Ishrat Syed）と合作した著作もある。

## 作品リスト
- ラッリシリーズ
  - Cryptic Death (1997)（謎めいた死） -  短編集
  - The Page 3 Murders (2006) - 『第三面の殺人』 波多野健訳、講談社 島田荘司選アジア本格リーグ6、2010年6月 - シリーズ第1長編
  - The Gardener's song (2007)（園丁の歌） - シリーズ第2長編
- 一般小説
  - Ambrosia for Afters（アンブロシアをデザートに）
  - Bougainvillea House（ブーゲンヴィリアの家）
- 児童文学
  - Jaldi's Friends（ジャルディの友達）
- ジャンル不明
  - The True Adventures of Prince Teentang
  - Dattatray's Dinosaur
  - Ordinary Mr Pai
  - The Weekday Sisters
  - Gavial Avial
  - Venus Crossing

合作
イシュラト・シードとの合作ペンネーム、カルピシュ・ラトナ名義
- Doctor Wrasse of Crystal Rock（クリスタル・ロックのラス博士） 推理小説